# Schijtluizen
Schijtluizen is een Belgisch televisieprogramma op Ketnet in samenwerking met Natuurpunt, gepresenteerd door Sien Wynants. In elke aflevering gaat Wynants met een "Schijtluis" op pad om meer te leren over dieren en planten waar kinderen doorgaans bang van zijn. De schijtluizen zijn Nidal Van Rijn, Jean Janssens, Thomas De Smet en Aaron Blommaert.
Het programma wordt vanaf 1 september 2021 wekelijks uitgezonden. 
Schijtluizen is een samenwerkingsproject van Ketnet en Natuurpunt. Het is gebaseerd op het Deense format Bijten, steken, prikken van DR Ultra. 